# Jens Steinigen
Jens Steinigen (Dippoldiswalde, 2 september 1956) is een Duitse voormalig biatleet.

## Carrière
Steinigen behaalde zijn grootste succes met het winnen van olympisch goud tijdens de Olympische Winterspelen 1992 in het Franse Albertville. Verder won Steinigen nog twee medailles op teamonderdelen tijdens de wereldkampioenschappen

## Belangrijkste resultaten

### Wereldkampioenschappen
| Jaar | Plaats      | Onderdeel   | Onderdeel | Onderdeel | Onderdeel |
| Jaar | Plaats      | Individueel | Sprint    | Estafette | Team      |
| ---- | ----------- | ----------- | --------- | --------- | --------- |
| 1992 | Novosibirsk |             |           |           | 7e        |
| 1993 | Borovets    | —           | —         | Brons     | —         |
| 1994 | Canmore     | —           | —         | —         | Brons     |

### Olympische Winterspelen
| Jaar | Plaats      | Onderdeel   | Onderdeel | Onderdeel |
| Jaar | Plaats      | Individueel | Sprint    | Estafette |
| ---- | ----------- | ----------- | --------- | --------- |
| 1992 | Albertville | 6e          | 29e       | Goud      |
| 1994 | Lillehammer | 5e          | —         | —         |